# 아일랜드 중앙은행
아일랜드 중앙은행(아일랜드어: Banc Ceannais na hÉireann, 영어: Central Bank of Ireland)은 아일랜드의 중앙은행이며, 유럽 중앙은행 제도의 일부이다. 그것은 대부분의 금융 회사 범주에 대한 국가의 금융 서비스 규제 기관이다. 그것은 유로화가 도입되기 전까지는 아일랜드 파운드 지폐와 동전을 발행한 것이었고, 현재는 유럽 중앙은행을 위해 이 서비스를 제공하고 있다.
중앙은행은 1943년 2월 1일에 설립되었고 1972년 1월 1일부터 중앙은행법에 따라 아일랜드 정부의 은행원이 되었다.

## 책임
아일랜드 중앙은행의 위임통지서는 다음을 포함한 광범위한 범위의 법적 책임을 수행함으로써 아일랜드 국민과 유럽 내 보다 광범위한 국민의 복지에 기여할 것을 요구하고 있다.

## 주지사
은행의 총재는 아일랜드 정부의 조언에 따라 아일랜드의 대통령이 임명한다.

## 같이 보기
- 아일랜드의 경제
- 아일랜드 파운드
- 아일랜드의 조세 피난처